# Jack Nicklaus
Jack William Nicklaus, född 21 januari 1940 i Columbus, Ohio, även känd som "The Golden Bear" (Den gyllene björnen), är en känd amerikansk golfspelare som spelade som proffs från 1960-talet till sena 1990-talet, och innehar många rekord inom proffsgolf. Exempelvis var han rankad som världens bästa golfare i Mark McCormack's world golf rankings, föregångaren till golfens världsranking, mellan 1968 och 1977. Jack Nicklaus är en av de absolut främsta golfproffsen genom historien. Hans avslutade sitt deltagande i större golfturneringar under 2005 års upplaga av The Open Championship, som spelades på Old Course i St Andrews.
Tillsammans med Arnold Palmer ses han som den som bör tackas för att ha gjort golf till den publiksport den blivit. När Palmer tog golf till TV:n drog Nicklaus-Palmer-rivaliteten ännu mer intresse till sig.

## Karriär
Nicklaus började spela golf när han var tio år då han gick på 51 slag på sina första nio hål. Han vann sin första av sex juniortävlingar när han var tolv år och när han gick på Ohio State University vann han US Amateur två gånger (1959, 1961) och en NCAA Championship (1961). 
Nicklaus började sin professionella karriär 1962 och hans rekord med 18 majorsegrar står sig fortfarande. Han är en av fem golfspelare som har vunnit samtliga fyra aktiva majors under sin karriär och han var den förste spelaren av två som vunnit samtliga fyra majors mer än en gång (den andre spelaren är Tiger Woods). 1986 blev han den äldste spelaren någonsin som vunnit The Masters. Sammanlagt har han haft 48 placeringar bland de tre bästa, därav 19 andraplaceringar och 19 tredjeplaceringar. Han har placerat sig bland de fem bästa 56 gånger och bland de tio bästa 73 gånger.
Hans sex segrar i Masters kom 1963, 1965, 1966, 1972, 1975 och 1986. Det är rekord och han har dessutom fyra andraplatser i tävlingen. Under 1970-talet slutade han bland de tio bästa varje år. Han har ställde upp i tävlingen 45 gånger och klarade cutten 37 gånger. 1998, när han var 58 år, slutade han på sjätte plats.
Han vann US Open 1962, 1967, 1972 and 1980 och delar därmed rekordet i antal segrar i tävlingen med Ben Hogan, Bobby Jones och Willie Anderson. Han är den ende spelaren som vunnit tävlingen under tre olika decennier och han har fyra andraplatser i US Open. Under sina 42 US Open-tävlingar klarade han cutten 35 gånger.
Nicklaus vann The Open Championship 1966, 1970, 1978 och blev tvåa sju gånger Han klarade cutten i 32 tävlingar av 38 mellan 1966 och 1980, varvid han aldrig blev sämre än sexa.
Hans fem segrar i PGA Championship, 1963, 1971, 1973, 1975 and 1980 gör att han delar rekordet i antal segrar med Walter Hagen. Han klarade cutten 27 gånger av 37 och blev tvåa fyra gånger. Hans seger 1971 gjorde att han blev den förste spelare som gjort career grand slam två gånger, vilket endast Tiger Woods har klarat av när han vann 2005 års The Open.
Nicklaus vann även den prestigefulla The Players Championship tre gånger Han vann tävlingar över hela världen, bland annat sex Australian Open (1964, 1968, 1971, 1975, 1976 and 1978).
Med sina 73 segrar på PGA-touren är han, efter Sam Snead (82) och Tiger Woods (82), den tredje bästa i tourens historia. I 17 år i rad på touren, mellan 1962 och 1978 vann han minst en gång och slutade alltid bland de tio bästa på Order of Merit. Han vann PGA-tourens penningliga åtta gånger, 1964, 1965, 1967, 1971, 1972, 1973, 1975 och 1976.
1996 blev Nicklaus den förste spelaren som vann samma tävling fyra gånger på Champions Tour. Han är den ende spelare i historien som vunnit samtliga majors både på PGA-touren och Champions Tour. Han spelade aldrig alla tävlingar under en säsong på Champions Tour men han vann tio tävlingar inklusive åtta Senior Majors.
1978 tog han emot utmärkelsen Årets idrottsman av Sports Illustrated och 1980 BBC Sports Personality of the Year Overseas Personality Award.
I juli 2005 meddelade Royal Bank of Scotland att en bild på Nicklaus skulle tryckas på en specialutgåva av 2 miljoner fempundssedlar. Vid sidan av Elizabeth II av England och HM The Queen Mother är han den förste levande personen som blivit hedrad på det sättet. .
Jack Nicklaus hade en ovanlig kombination av att vara en av världens bästa puttare samtidigt som han var en av de mest långtslående i världen under sin aktiva period. Hans power fade var hans mest karakteristiska slag.
Med alla dessa segrar säger han att hans bästa golfhändelse var när hans barnbarn 2018 på Augusta National gjorde sin första hole-in-one.

## Nuvarande karriär
Nicklaus fyllde 65 år i januari 2005 vilket är det sista året han får delta på PGA-touren med speciell inbjudan. Under The Open Championship på Old Course offentliggjorde han att han drar sig tillbaka från tävlingsspelandet. Det faktum att The Open hölls på Old Course ses av många som en hyllning till Nicklaus. Många år tidigare hade Royal and Ancient Golf Club of St Andrews (R&A) schemalagt tävlingen där först 2006 men när Nicklaus klargjorde att det skulle bli hans sista major så flyttades den till Old Course.
Han är för närvarande en ledande golfbanearkitekt tillsammans med sin svärson i företaget Nicklaus Design och han är personligen ansvarig för över 200 byggnationer av golfbanor som till exempel Muirfield Village, Shoal Creek, Castle Pines och PGA Centenary Course i Gleneagles.
Nicklaus fortsätter även att styra över Memorial Golf Tournament som han grundade i sin hemstat Ohio. Tävlingen spelas på en bana som han själv har ritat och tävlingen är en av de mest prestigefyllda på PGA-touren. Han sysselsätter sig även med ett golfklädesföretag och golfskolor och det finns ett Jack Nicklaus Museum på Ohio State University i hans hemstad Columbus .

## De sista tävlingarna
Nicklaus spelade utan några speciella förberedelser i The Masters i april 2005, en månad efter att hans 17 månader gamla sonson Jake hade drunknat (1 mars 2005).  Han och sonen Steve spelade golf som terapi under sorgen efter Jakes död. Efter att ha spelat i några dagar så föreslog Steve att hans far skulle ställa upp i The Masters och det blev Nicklaus sista framträdande i den tävlingen.
Han avslutade sin karriär på Old Course i St Andrews 15 juli 2005. Han spelade tillsammans med Luke Donald och Tom Watson under sin sista runda. På det 18:e hålet avslutade han karriären genom att göra en birdie. Han gick på par för dagen men missade cutten då han totalt slutade på tre slag över par. Efter att ha slagit karriärens sista utslag gick han mot Swilcan bridge på det 18:e hålet och vinkade till folkmassan innan han ställde upp för fotografering tillsammans med sin caddie (sonen Steve), Donald och Watson.

## Meriter

### Majorsegrar
- 1962 US Open
- 1963 The Masters Tournament, PGA Championship
- 1965 The Masters Tournament
- 1966 The Masters Tournament, The Open Championship
- 1967 US Open
- 1970 The Open Championship
- 1971 PGA Championship
- 1972 The Masters Tournament, US Open
- 1973 PGA Championship
- 1975 The Masters Tournament, PGA Championship
- 1978 The Open Championship
- 1980 US Open, PGA Championship
- 1986 The Masters Tournament

### Segrar på PGA-Touren
- 1962 Seattle World's Fair Open Invitational, Portland Open Invitational
- 1963 Palm Springs Golf Classic, Tournament of Champions, Sahara Invitational
- 1964 Phoenix Open Invitational, Tournament of Champions, Whitemarsh Open Invitational, Portland Open Invitational
- 1965 Memphis Open Invitational, Thunderbird Classic, Philadelphia Golf Classic, Portland Open Invitational
- 1966 Sahara Invitational
- 1967 Bing Crosby National Pro-Am, Western Open, Westchester Classic, Sahara Invitational
- 1968 Western Open, American Golf Classic
- 1969 Andy Williams-San Diego Open, Sahara Invitational, Kaiser International Open Invitational
- 1970 Byron Nelson Golf Classic, National Four-Ball Championship
- 1971 Tournament of Champions, Byron Nelson Golf Classic, National Team Championship, Walt Disney World Open Invitational
- 1972 Bing Crosby National Pro-Am, Doral-Eastern Open, Westchester Classic, U.S. Professional Match Play Championship, Walt Disney World Open Invitational
- 1973 Bing Crosby National Pro-Am, Greater New Orleans Open, Tournament of Champions, Atlanta Classic, Ohio Kings Island Open, Walt Disney World Golf Classic
- 1974 Hawaiian Open, Tournament Players Championship
- 1975 Doral-Eastern Open, Sea Pines Heritage Classic, World Open Golf Championship
- 1976 Tournament Players Championship, World Series of Golf
- 1977 Jackie Gleason-Inverrary Classic, MONY Tournament of Champions, The Memorial Tournament
- 1978 Jackie Gleason-Inverrary Classic, Tournament Players Championship, IVB-Philadelphia Golf Classic
- 1982 Colonial National Invitation
- 1984 The Memorial Tournament

### Segrar på seniortouren
- 1990 The Tradition at Desert Mountain, Mazda SENIOR TOURNAMENT PLAYERS Championship
- 1991 The Tradition at Desert Mountain, PGA Seniors' Championship, U.S. Senior Open
- 1993 U.S. Senior Open
- 1994  Mercedes Championships
- 1995 The Tradition
- 1996  GTE Suncoast Classic, The Tradition

Majors visas i fetstil.